# Sunday Wood
Sunday Wood (auch: Sunday Wood Creek Village) ist ein Ort im Toledo District von Belize.
2010 hatte der Ort 285 Einwohner, hauptsächlich Angehörige des Volkes der Kekchí.

## Geografie
Der Ort liegt weit im Süden des Landes am Nordrand des Sarstoon Temosh National Park. Beim Ort verläuft der temporäre Fluss Sunday Wood Creek, welcher zum Temash River hin entwässert. In der Nähe liegt auch die Temash Lagoon. Im Westen schließt sich die Crique Sarco Indian Reservation an.
Die nächstgelegenen Orte sind Conejo Creek und Midway im Osten, Crique Sarco im Südwesten und Corazon Creek im Westen.

## Geschichte
Der Ort wurde 1983 von Maya aus San Lucas gegründet.

## Klima
Nach dem Köppen-Geiger-System zeichnet sich Sunday Wood durch ein tropisches Klima mit der Kurzbezeichnung Af aus.